# Tungbjörnbär
Tungbjörnbär (Rubus phylloglotta) är en rosväxtart som först beskrevs av K. Frid., och fick sitt nu gällande namn av A. Gust.. Enligt Catalogue of Life ingår Tungbjörnbär i släktet rubusar och familjen rosväxter, men enligt Dyntaxa är tillhörigheten istället släktet rubusar och familjen rosväxter. Arten har ej påträffats i Sverige. Inga underarter finns listade i Catalogue of Life.